# Google TV
Google TV（グーグル ティーヴィー、旧称: Google Play ムービー&TV）は、Googleが運営するオンライン・ビデオ・オン・デマンド・サービス。このサービスでは、映画やテレビ番組を購入またはレンタルすることができる（在庫状況による）。2011年5月にGoogle ムービー（Google Movies）としてサービスを開始し、2012年にデジタル配信サービス「Google Play」に統合された後、Google Play ムービー&TV（Google Play Movies & TV）に名称を変更した。

## 概要
Googleは、ほとんどのコンテンツが高解像度で利用できるとしており、2016年12月からは一部のタイトルで4K Ultra HDビデオのオプションが提供された。コンテンツは、ストリーミングデバイス、Google Playウェブサイト、ウェブブラウザ「Google Chrome」の拡張機能、またはAndroidおよびiOSデバイスのモバイルアプリで視聴できる。オフラインでのダウンロードは、モバイルアプリとデバイスでサポートされている。
2020年9月、米国では「Google Play Movies & TV」のAndroidアプリが「Google TV」に名称変更され、ストリーミングサービス間でのコンテンツのアグリゲーション機能が追加された。このリブランディングは、メディアストリーマー「Chromecast with Google TV」でAndroid TVオペレーティングシステムの同名のユーザーインターフェースがデビューしたのと同時に行われた。Google TVのユーザーインターフェースは、Google TVビデオサービスと深く統合されている。 2021年3月、いくつかのテレビで使用されていたアプリが2021年6月に使用できなくなり、ユーザーは代わりにYouTubeアプリを使用するよう通知された。
2024年1月17日をもって「Google Play ムービー&TV」としてのサービスを終了した。なお、購入済みのコンテンツはGoogle TVおよびYouTubeに引き継がれた。

## 特徴
Google TVでは、在庫状況に応じて映画やテレビ番組を購入またはレンタルで提供している。Googleは、「Google Play上のほとんどの映画やテレビ番組は高解像度（HD）で視聴可能」としており、解像度は1,280×720ピクセル（720p）または1,920×1,080ピクセル（1080p）となっている。 Googleは2016年12月に厳選されたタイトルに4K Ultra HDビデオオプションを追加し、2017年7月には米国とカナダで4K HDR品質のコンテンツの提供を開始した。ユーザーは厳選されたコンテンツを事前に予約して、リリース時に自動的に配信してもらうことができる。 レンタルされたコンテンツには有効期限があり、コンテンツの詳細ページに記載されている。

## プラットフォーム
パソコンでは、Google Play ウェブサイトの専用のムービー＆テレビセクション、または Google Play ムービー＆テレビ Google Chrome ウェブブラウザの拡張機能を介してコンテンツを視聴することができる。
Androidまたは iOSのモバイルOSを搭載したスマートフォンやタブレットでは、Google TV モバイルアプリでコンテンツを視聴することができる。
オフラインでのダウンロードと閲覧は、ChromebookではChrome拡張機能を使用して、AndroidとiOSではモバイルアプリを使用してサポートされている。マイクロソフトのWindowsおよびAppleのmacOSのオペレーティングシステムを実行しているコンピュータでは、コンテンツをダウンロードすることはできない。
テレビでコンテンツを表示するには、ユーザーはコンピューターをHDMIケーブルでテレビに接続するか、LGやサムスンの一部のスマートテレビやRokuデバイスで利用できるGoogle Playムービー＆TV アプリケーションを使用して、 Chromecastドングル、Amazon Fire TVデバイスのYouTubeアプリ、またはAndroid TVを介して。コンテンツをストリーミングすることができる。

## 地理的な可用性
Google Play上のムービーは111以上の国と地域で利用可能。
国と地域のリストには次の通り。アルバニア、アンゴラ、アンティグア・バーブーダ、アルゼンチン、アルメニア、アルバ、オーストラリア、オーストリア、アゼルバイジャン、バーレーン、ベラルーシ、ベルギー、ベリーズ、ベナン、ボリビア、ボスニア・ヘルツェゴビナ、ボツワナ、ブラジル、ブルキナファソ、カンボジア、カナダ、カーボベルデ、チリ、コロンビア、コスタリカ、クロアチア、キプロス、チェコ、デンマーク。ドミニカ共和国、エクアドル、エジプト、エルサルバドル、エストニア、フィンランド、フィジー、フランス、ガボン、ドイツ、ギリシャ、グアテマラ、ハイチ、ホンジュラス、香港、ハンガリー、アイスランド、インド、インドネシア、アイルランド、イタリア、コートジボワール、ジャマイカ、日本、ヨルダン、カザフスタン、キルギス、クウェート、ラオス、ラトビア、レバノン。リトアニア、ルクセンブルク、マケドニア、マレーシア、マリ、マルタ、モーリシャス、メキシコ、モルドバ、ナミビア、オランダ、ネパール、ニュージーランド、ニカラグア、ニジェール、ノルウェー、オマーン、パナマ、パプアニューギニア、パラグアイ、ペルー、フィリピン、ポーランド、ポルトガル、カタール、ルワンダ、ロシア、サウジアラビア、セネガル、シンガポール、スロバキア。スロベニア、南アフリカ、韓国、スペイン、スリランカ、スウェーデン、スイス、台湾、タジキスタン、タンザニア、タイ、トーゴ、トリニダード・トバゴ、トルコ、トルクメニスタン、ウガンダ、ウクライナ、アラブ首長国連邦、イギリス、アメリカ、ウルグアイ、ウズベキスタン、ベネズエラ、ベトナム、ザンビア、ジンバブエ。
Google Play上のテレビ番組は、以下の国でのみ利用可能。オーストラリア、オーストリア、カナダ、フランス、ドイツ、日本、スイス、イギリス、米国。